# Ticone di Amato
Ticone di Amato, o Thicon o Tykon (Amatunte, ... – Amatunte, 425), è stato vescovo di Amatunte nel V secolo ed è venerato dalla Chiesa cattolica e dalla quella ortodossa come santo.
Nacque ad Amato nell'isola di Cipro da un'umile famiglia (il padre era fornaio). I genitori lo educarono alla fede cristiana e alla lettura delle Sacre scritture. Divenne vescovo di Amatunte (attuale Limassol) e combatté il culto di Afrodite ancora molto diffuso nell'isola.

## Agiografia
Da giovane aiutò il padre nel mestiere di fornaio, ma quando veniva lasciato solo nel negozio, Ticone distribuiva gratuitamente il pane a tutti i poveri che si presentavano. Il padre lo rimproverò aspramente per questo, ma Ticone rispose che nella Bibbia c'era scritto che Dio avrebbe dato il centuplo per ogni atto di carità nei confronti del prossimo. Convinse poi il padre ad andare a controllare il granaio, questi scoprì con sorpresa che il granaio che prima era quasi vuoto, era miracolosamente stracolmo di grano. Da allora il padre gli consentì di distribuire ai poveri tutto il pane che voleva.
Si racconta anche che Ticone avesse acquistato un piccolo terreno per impiantarvi una vigna, ma che non avendo i soldi per comprare le viti, chiese a un potatore di donargli dei tralci secchi di vite, poi pregò il Signore di concedergli quattro grazie: che i tralci secchi si radicassero, che potessero produrre uva in abbondanza, che questa fosse dolce e che maturasse precocemente. Miracolosamente la preghiera di Ticone venne esaudita, le viti crebbero, nella sua vigna l'uva fu matura per la vendemmia già in luglio e produsse un vino molto dolce,  questo prodigio continuò a ripetersi anche in seguito.
Il giovane Ticone fu molto devoto, iniziò la sua carriera ecclesiastica come lettore, venne poi ordinato diacono dal vescovo Mnemonios, poi alla morte di questi venne ordinato vescovo di Amatunte da sant'Epifanio, vescovo di Salamina. Nel suo ministero di vescovo fu molto attivo nello sradicare le usanze pagane da Cipro, fece distruggere un tempio pagano di Afrodite e operò per diffondere la fede cristiana. Manifestò con coraggio la sua fede di fronte ai pagani anche sotto la minaccia di percosse e torture.  Fu generoso, aprendo le sue porte a tutti e cercando di esaudire le richieste di tutti i bisognosi.
Pare che qualche tempo prima della sua morte, egli l'avesse prevista, e questo viene anche ricordato nella liturgia della sua festa.
Ticone morì ad Amato attorno al 425, la sua tomba divenne presto meta di pellegrinaggi, e su di essa fu eretta una chiesa, dove nel 619 fu sepolto anche San Giovanni l'Elemosiniere, che scrisse la sua Vita.
L'editore tedesco della Vita di san Ticone, scritta da san Giovanni l'Elemosiniere, l'Usener, nella prefazione avanzò l'ipotesi che Ticone fosse la trasposizione cristiana del dio della fertilità pagano Priapo, ma esistono prove storiche della sua esistenza.

## Culto
Il Martirologio romano fissa la memoria liturgica il 16 giugno.
Ticone di Amato fu sempre oggetto di grande venerazione in Russia. Furono costruite chiese dedicate a lui a Mosca, a Nizhni Novgorod, a Kazan' e in altre città. Ma egli fu venerato particolarmente nella diocesi di Voronež, dove ci furono tre arcivescovi in successione che condivisero il nome con il santo di Amato: san Tichon I (Sokolov) (1763-1783, 13 agosto), Tichon II (Yakubovsky,1783-1785) e Tichon III (Malinin, 1785-1788).
Nel IX secolo fu composto un ufficio in suo onore da San Giuseppe l'Innografo.
Per la sua festa del 16 giugno si fa la benedizione delle vigne e si spreme un grappolo d'uva appena matura nel calice della Messa.